# Rhabdospora avicenniae
Rhabdospora avicenniae är en lavart som beskrevs av Kohlm. & E. Kohlm. 1971. Rhabdospora avicenniae ingår i släktet Rhabdospora och familjen Mycosphaerellaceae.   Inga underarter finns listade i Catalogue of Life.